# 卡森堡
卡森堡（英語：Fort Carson）是位於美國科羅拉多州艾爾帕索縣的一個人口普查指定地區。

## 地理
卡森堡的座標為38°33′20″N 104°50′33″W / 38.55556°N 104.84250°W，而該地最高點為海拔高度1780米（即5840英尺）。

## 人口
根據2010年美國人口普查的數據，卡森堡的面積為22.53平方千米，均為陸地。當地共有人口13815人，而人口密度為每平方千米613人。